# Епархия Алахуэлы
Епархия Алахуэлы (лат. Dioecesis Alaiuelensis) — епархия Римско-Католической церкви с центром в городе Алахуэла, Коста-Рика. Епархия Алахуэлы входит в митрополию Сан-Хосе де Коста-Рики. Епархия Алахуэлы распространяет свою юрисдикцию на часть коста-риканских провинций Алахуэла и Пунтаренас. Кафедральным собором епархии Алахуэлы является церковь Богоматери Пиларской в городе Алахуэла.

## История
16 февраля 1921 года Римский папа Бенедикт XV издал буллу "Praedecessorum Nostrorum", которой учредил епархию Алахуэлы, выделив её из епархии Сан-Хосе де Коста-Рики (сегодня — Архиепархия Сан-Хосе де Коста-Рики).
19 августа 1954, 22 июля 1961 и 25 июля 1995 епархия Алахуэла передала часть своей территории для возведения соответственно епархий Сан-Исидро де Эль Хенераля, Тиларана (сегодня — Епархия Тиларана-Либерии) и Сьюдад-Кесады.

## Ординарии епархии
- епископ Antonio del Carmen Monestel Zamora (10.03.1921 — 8.10.1937);
- епископ Víctor Manuel Sanabria Martínez (12.03.1938 7.03.1940) — назначен архиепископом Сан-Хосе де Коста-Рики;
- епископ Juan Vicente Solís Fernández (3.07.1940 — 30.03.1967);
- епископ Enrique Bolaños Quesada (6.03.1970 — 13.12.1980);
- епископ José Rafael Barquero Arce (22.12.1980 — 3.07.2007);
- епископ Ángel San Casimiro Fernández O.A.R.[1] (3.07.2007 — 1.03.2018, в отставке);
- епископ Bartolomé Buigues Oller, T.C. (1.03.2018 — по настоящее время).

## Источник
- Annuario Pontificio, Libreria Editrice Vaticana, Città del Vaticano, 2003, ISBN 88-209-7422-3
- Булла Praedecessorum Nostrorum, AAS 13 (1921), стр. 252-255  (лат.)